# Gao Jing
Gao Jing (kin. 高靜) (Tianjin, Kina, 18. rujna 1975.) je bivša kineska streljačica. Na Olimpijadi u Sydneyju osvojila je broncu u kategoriji 10 metara zračna puška dok je slavila američka predstavnica Nancy Johnson.
Na Svjetskom streljačkom prvenstvu u Atlanti 2001. bila je srebrna dok je godinu potom na Svjetskom prvenstvu u Šangaju postala svjetska prvakinja.

## Olimpijske igre

### OI 2000.
| RANG | Natjecatelj   | Kvalifikacije | Finale | Ukupno |
| ---- | ------------- | ------------- | ------ | ------ |
|      | Nancy Johnson | 395           | 102,7  | 497,7  |
|      | Kang Cho-hyun | 397           | 100,5  | 497,5  |
|      | Gao Jing      | 394           | 103,2  | 497,2  |

## Vanjske poveznice
- Sports-reference.com  Arhivirana inačica izvorne stranice od 22. rujna 2013. (Wayback Machine)